# Єрьомино (Читинський район)
Єрьо́мино (рос. Ерёмино) — село у складі Читинського району Забайкальського краю, Росія. Входить до складу Сівяковського сільського поселення.

## Населення
Населення — 290 осіб (2010; 289 у 2002).
Національний склад (станом на 2002 рік):
- росіяни — 94 %